# James Edward Smith (Botaniker)

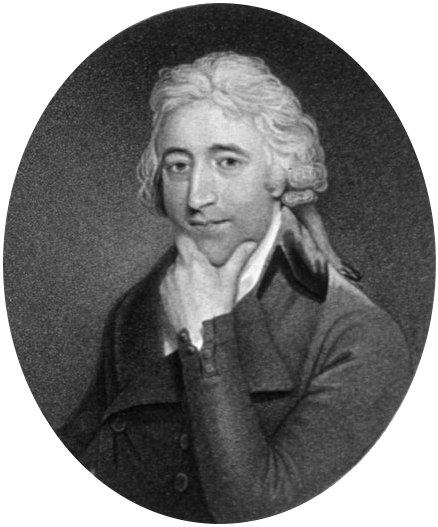
James Edward Smith

James Edward Smith (* 2. Dezember 1759 in Norwich; † 17. März 1828 ebenda) war ein britischer Botaniker sowie Mitbegründer der Linnean Society of London. Sein offizielles botanisches Autorenkürzel lautet „Sm.“

## Leben und Wirken
Smith war das älteste der sieben Kinder des wohlhabenden Wollhändlers James Smith (1727–1795) und dessen Frau Frances (geborene Kinderley, 1731–1820). Er begann sein Studium der Medizin 1777 an der Universität Edinburgh, wo er ab 1781 bei John Hope (1725–1786) auch Botanik hörte. Er arbeitete ab 1783 als Arzt in London, wo er an der Universität seine botanischen Studien weiterführte. Dort waren seine Lehrer John Hunter und William Pitcairn (1711–1791).
Smith kaufte 1784 Linnés Herbarium samt dessen Bibliothek, Manuskripten und übrigen Sammlungen. 1785 erschien mit Reflexions on the Study of Nature seine erste Veröffentlichung. Sie ist eine Übersetzung des Vorwortes von Carl von Linnés Museum S. R. M. Adolphi Friderici (1754). Im Juni 1786 brach er zur „Grand Tour“ auf, die ihn bis zum Herbst 1787 durch Holland, Frankreich, Italien und die Schweiz führte. Sein 1793 erschienener Reisebericht wurde ins Französische, Italienische und Deutsche übersetzt.
Er gründete mit anderen die Linnésche Gesellschaft und wurde zum ersten Präsidenten der Gesellschaft gewählt. Er hatte diese Funktion bis zu seinem Tode inne. Ab 1796 lebte er wieder in Norwich.

## Ehrungen
Im Februar 1784 wurde Smith Mitglied der Society for Promoting Natural History und war 1784/1785 einer der vier Präsidenten der Gesellschaft. Am 26. Mai 1785 wurde Smith zum Mitglied der Royal Society gewählt. Am 15. Januar 1796 wurde er Mitglied der American Philosophical Society und 1797 Mitglied der Leopoldina. 1808 wurde er als auswärtiges Mitglied in die Bayerische Akademie der Wissenschaften und 1818 als korrespondierendes Mitglied in die Académie des sciences aufgenommen.
Ihm zu Ehren wurde die Gattung Smithia Aiton (1789) aus der Pflanzenfamilie der Hülsenfrüchtler (Fabaceae), sowie die Gattung ×Smithara Garay & H.R.Sweet (1966), eine künstliche Hybride (Ascocentrum × Euanthe × Neofinetia × Vanda), aus der Pflanzenfamilie der Orchideen (Orchidaceae) benannt.
1814 wurde er von König Georg III. als Knight Bachelor („Sir“) geadelt.

## Schriften (Auswahl)
Über 3000 von Smith verfasste botanische Artikel und Biografien von Botanikern erschienen in der von Abraham Rees (1743–1825) herausgegebenen The Cyclopaedia; or, Universal Dictionary of Arts, Sciences, and Literature (1802–1820).

### Bücher
- Reflexions on the study of nature. George Nicol, London 1785.
- A dissertation on the sexes of plants. George Nicol, London 1786 – Übersetzung von Linnés Sexum plantarum argumentis et experimentis novis (Petersburg 1760).
  - L. White, Dublin 1786 (Digitalisat).
- Disputatio physiologica inauguralis quaedam de generatione complectens. Fratres Murray, Leiden 1786 (Digitalisat) – Dissertation.
- Reliquiae rudbeckianae, sive camporum elysiorum libri primi, ohm ab Olao Rudbeckio patre et filio. London 1789 (Digitalisat) – als Herausgeber.
- Plantarum icones hactenus ineditae, plerumque ad plantas in herbario linnaeano conservatas delineatae. 3 Teile, J. Davis, London 1789–1791 (Digitalisat).
- English botany; or, coloured figures of British plants, with their essential characters, synonyms, and places of growth. To which will be added, occasional remarks. 36 Bände, J. Davis, London 1790–1814.
  - 2. Auflage. 12 Bände, London 1832–1846.
  - 3. Auflage. 12 Bände, Robert Hardwicke, London 1863–1886 (Digitalisat).
- Icones pictae plantarum rariorum descriptionibus et observationibus illustratae. J. Davis, London 1790–1793 (Digitalisat).
- Spicilegium botanicum. 2 Teile, J. Davis, London 1791–1792 (Teil 1, Teil 2).
- Papers from the first volume of the Transactions of the Linnean Society. J. Davis, London [1791]
- Caroli Linnaei Flora lapponica […] Editio altera […]. J. Davis, London 1792 (Digitalisat) – als Herausgeber.
- Zoology and botany of New Holland, and the isles adjacent. Band 1, J. Sowerby, London 1793. (Digitalisat).
- A specimen of the botany of New Holland. J. Sowerby, London 1793–1795 (Digitalisat).
- Sketch of a Tour on the Continent in the Years 1786 and 1787. 3 Bände, B. and J. White, London 1793 (Band 1, Band 2, Band 3).
  - 2. Auflage, Longman, Hurst, Rees, and Orme, London 1807.
- Syllabus of a course of lectures on botany. J. Davis, London 1795 (Digitalisat).
- The natural history of the rare lepidopterous insects of Georgia. 2 Bände, J. Edwards, London 1797 (Digitalisat) – mit John Abbot
- Tracts relating to natural history. J. Davis, London 1798 (Digitalisat).
- Compendium florae britannicae.
  - 1. Auflage. London 1800 (Digitalisat).
  - 2. Auflage. London 1816 (Digitalisat).
  - 3. Auflage. London 1818 (Digitalisat).
  - 4. Auflage. London 1825 (Digitalisat).
  - 5. Auflage. London 1828 (Digitalisat).
  - A Compendium of the English Flora. 6. Auflage. London 1829 (Digitalisat).
- Flora britannica. 3 Bände, J. Davis, London 1800–1804 (Band 1, Band 2, Band 3).
  - 3 Bände, Henrich Gessner, Zürich 1804–1805 (Digitalisat).
- Exotic botany: consisting of coloured figures, and scientific descriptions, of such new, beautiful, or rare plants as are worthy of cultivation in the gardens of Britain. 2 Bände, Taylor and Co., London 1804–[1808] (Band 1, Band 2) – Abbildungen von James Sowerby.
- Remarks on the generic characters of the decandrous papilionaceous plants of New Holland. London 1804 (Digitalisat).
- Florae Graecae Prodromus. London 1806–1813 (Digitalisat) – mit John Sibthorp.
- Flora Graeca. 10 Bände, London 1806–1840 (Digitalisat). – mit John Sibthorp, Band 1–7.
- An introduction to physiological and systematical botany.
  - 1. Auflage. London 1807 (Digitalisat).
  - 2. Auflage. London 1809 (Digitalisat).
    - Bradford and Read, Boston 1814 (Digitalisat).

  - 3. Auflage. London 1814 (Digitalisat).
    - Anleitung zum Studium der physiologischen und systematischen Botanik. Anton Döll, Wien 1819 (Digitalisat) – übersetzt von Joseph August Schultes.

  - 4. Auflage. London 1819.
  - 5. Auflage. London 1825 (Digitalisat).
  - 6. Auflage. London 1827 (Digitalisat).
  - 7. Auflage. London 1833.
  - 8. Auflage. London 1836.
- A review of the modern state of botany, with a particular reference to the natural systems of Linnaeus and Jussieu (From the second volume of the Supplement to the Encyclopaedia britannica). 1817 (Digitalisat).
- Considerations respecting Cambridge, more particularly relating to its botanical professorship. Longman, Hurst, Rees, Orme, and Brown, London 1818 (Digitalisat).
- Lachesis lapponica, or a tour in Lapland, now first published from the original manuscript journal of the celebrated Linnaeus. 2 Bände, White and Cochrane, London 1811 (Digitalisat).
- A grammar of botany, illustrative of artificial, as well as natural, classification, with an explanation of Jussieu’s system.
  - 1. Auflage, Longman, Hurst, Rees, Orme, and Brown, London 1821. (Digitalisat).
    - Botanische Grammatik, zur Erläuterung sowohl der künstlichen, als der natürlichen Classification, nebst einer Darstellung des Jussieu’schen Systems. Weimar 1822 (Digitalisat).

  - 2. Auflage, Longman, Ree, Orme, Brown, and Green, London 1826 (Digitalisat).
- A selection of the correspondence of Linnaeus, and other naturalists, from the original manuscripts. 2 Bände, Longman, Hurst, Rees, Orme and Brown, London 1821 (Digitalisat).
- The English flora. (Digitalisat).
  - 1. Auflage, 4 Bände, Longman, Hurst, Rees, Orme, Brown, and Green, London 1824–1828.
  - 2. Auflage, 4 Bände, London 1828–1830.
  - Band 5, 2 Teile, London 1833–1836.
- A compendium of the English flora.
  - 1. Auflage, Longman, Rees, Orme, Brown, and Green, London 1829.
  - 2. Auflage, Longman, Rees, Orme, Brown, Green & Longman, London 1836 (Digitalisat) – herausgegeben von William Jackson Hooker.

### Zeitschriftenbeiträge
- Introductory discourse on the rise and progress of natural history. In: Transactions of the Linnean Society. Band 1, 1791, S. 1–55 (Digitalisat).
- Descriptions of ten species of lichen collected in the South of Europe. In: Transactions of the Linnean Society. Band 1, 1791, S. 81–85 (Digitalisat).
- On the Festuca spadicea and Anthoxanthum paniculatum of Linnaeus. In: Transactions of the Linnean Society. Band 1, 1791, S. 111–117 (Digitalisat).
- Remarks on the genus Veronica. In: Transactions of the Linnean Society. Band 1, 1791, S. 189–195 (Digitalisat).
- An Account of several Plants presented to the Linnean Society, at different Times, by John Fairbairn and Mr. Thomas Hoy. In: Transactions of the Linnean Society. Band 1, 1791, S. 249–254 (Digitalisat).
- Tentamen botanicum de filicum generibus dorsiferarum. In: Memoires de l’Academie Royale des Sciences. Band 5, 1793, S. 401–422 (Digitalisat).
- Sprengelia et nytt örteslägte. In: Kongl. vetenskaps academiens nya handlingar. 2. Folge, Band 15, 1794, S. 260–264 (Digitalisat).
- Botanical characters of some plants of the natural order of Myrti. In: Transactions of the Linnean Society. Band 3, 1797, S. 255–288 (Digitalisat).
- Westringia, et nytt Örteslägte. In: Kongl. vetenskaps academiens nya handlingar. 2. Folge, Band 18, 1797, S. 171–176 (Digitalisat).
- Remarks on some foreign species of Orobanche.  In: Transactions of the Linnean Society. Band 4, 1798, S. 164–172 (Digitalisat).
- The characters of twenty new genera of plants. In: Transactions of the Linnean Society. Band 4, 1798, S. 213–224 (Digitalisat).
- Observations on the British species of Bromus, with introductory remarks on the composition of a Flora britannica.  In: Transactions of the Linnean Society. Band 4, 1798, S. 276–302 (Digitalisat).
- Observations on the British species of Mentha. In: Transactions of the Linnean Society. Band 5, 1800, S. 171–217 (Digitalisat).
- Descriptions of five new British species of Carex.  In: Transactions of the Linnean Society. Band 5, 1800, S. 264–273 (Digitalisat).
- An illustration of the grass called by Linnaeus Cornucopiae alopecuroides. In: Transactions of the Linnean Society of London. Band 7, 1804, S. 245–247 (Digitalisat).
- Biographical memoirs of several Norwich botanists, in a letter to Alexander MacLeay. In: Transactions of the Linnean Society of London. Band 7, 1804, S. 295–301 (Digitalisat).
- Account of the Bromus triflorus of Linnaeus, in a letter to Alexander M’Leay, Esq. Sec. L.S. In: Transactions of the Linnean Society of London. Band 8, 1807, S. 276–278 (Digitalisat).
- Characters of three new species of Boronia. In: Transactions of the Linnean Society of London. Band 8, 1807, S. 282–285 (Digitalisat).
- An inquiry into the structure of seeds, especially into the true nature of that part called by Gaertner the vitellus. In: Transactions of the Linnean Society of London. Band 9, 1808, S. 204–217 (Digitalisat).
- Specific characters of the decandrous papilionaceous plants of New Holland. In: Transactions of the Linnean Society of London. Band 9, 1808, S. 244–267 (Digitalisat).
- Characters of Hookeria, a new genus of mosses, with descriptions of ten species. In: Transactions of the Linnean Society of London. Band 9, 1808, S. 272–282 (Digitalisat).